# Plexus cardiacus

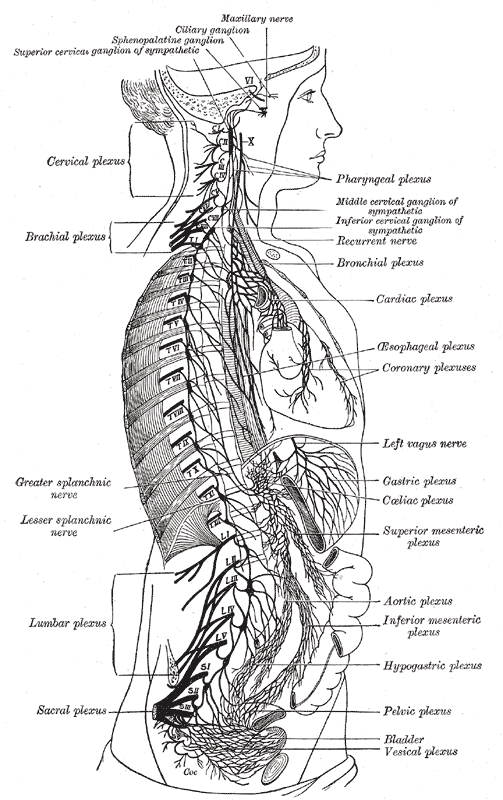
Der Plexus cardiacus (hier: Cardiac plexus) in einer Darstellung des rechten Grenzstranges und seinen Verbindungen

Der Plexus cardiacus (lateinisch für „Herzgeflecht“) ist ein Geflecht aus Nervenfasern an der Herzbasis außerhalb des Herzbeutels zur vegetativen Steuerung des Herzens. Es enthält mehrere Nervenzellknoten (Ganglia cardiaca), von denen der größte, das Wrisberg-Ganglion, in der Höhlung des Aortenbogens nahe dem Ligamentum arteriosum liegt.

## Aufbau
Grundsätzlich lässt sich der Plexus cardiacus in zwei Teile gliedern, die jedoch funktionell eng miteinander verbunden sind: In einen oberflächlichen Teil (Pars superficialis, auch Plexus cardiacus superficalis) und in einen stärker ausgeprägten, tiefen Teil (Pars profunda, auch Plexus cardiacus profundus). Zur Steuerung des Herzens dienen die Äste aus dem tiefen Anteil. Dieser liegt hinter dem Aortenbogen und seitlich der Gabelung der Luftröhre und enthält Fasern der Herznerven beider Seiten. Der oberflächliche Teil dagegen liegt unterhalb des Aortenbogens vor der rechten Pulmonalarterie und enthält überwiegend Fasern der linken Herznerven.
Der Plexus cardiacus folgt in seinem Verlauf primär den Herzkranzarterien. Auf den Aortenbogen setzt er sich als Plexus aorticus thoracicus fort; außerdem steht er auf beiden Seiten mit dem Plexus pulmonalis in Verbindung.
Der Plexus cardiacus erhält sympathische Fasern aus dem zweiten bis vierten Brustsegment des Rückenmarks (Th2–Th4) über den Nervus cardiacus cervicalis superior aus dem Ganglion cervicale superius, den Nervus cardiacus cervicalis medius aus dem Ganglion cervicale medium und den Nervus cardiacus cervicalis inferior aus dem Ganglion stellatum. Darüber hinaus erhält er parasympathische Fasern aus dem Nervus vagus (Rami cardiaci). In den Nervenbahnen laufen auch schmerzleitende sowie Fasern von den Chemo- (Glomera aortica) und Pressorezeptoren.